# Фаленопсис Лоу
Фаленопсис Лоу (лат.Phalaenopsis lowii) — епіфітна трав'яниста рослина родини орхідні.
Вид не має усталеного російської назви, в російськомовних джерелах зазвичай використовується наукова назва Phalaenopsis lowii.

## Синоніми
- Phalaenopsis proboscidioides Parish ex Rchb.f. 1868
- Polychilos lowii Shim 1982

## Історія опису
Відкрито преподобним батьком Паришів (CSParish) під час його подорожі по М'янмі. У культурі з 1861 року. Названий на честь збирача рослин Хьюго Лоу.
Майже відразу після відкриття був добре поширений в культурі, але до кінця XIX століття почав зникати з колекцій. З 1904 року сліди цього виду були повністю втрачені. Знову виявлений нещодавно на Заході Таїланд а, на висоті від 700 до 800 метрів над рівнем моря, як епіфіт на стовбурах і як літофіт на вапняних обривах. З грудня по січень, під час сухого сезону рослини на скелях повністю втрачають свою листя. Рослини, які розвиваються на деревах, краще укриті від сонця і частину листя зберігають.

## Біологічне опис
Невелика моноподіальна рослина з сильно укороченим стеблом. Коріння м'ясисте, розгалужене, гладке. 
 Листків від 1 до 5. Листя довжиною 5-15 см і шириною 3 см.
Квіти 3,5 — 5 см в діаметрі, на одному квітконосі їх може бути до 100 штук. Колонка витягнута у вигляді дзьоба.
Квітконіс до 40 см.
У природних умовах може бути листопадним.

## Ареал, екологічні особливості
М'янма, Таїланд
Епіфіти, рідше літофіти на прямовисних скелях.
Середні температури 

в М'янмі, регіон Moulmein (день\ніч).
• січень — 32\19° 

• лютий — 33\20° 

• березень — 35\23° 

• квітень — 35\25° 

• травень — 34\25° 

• червень — 32\25° 

• липень — 30\25° 

• серпень — 30\25° 

• вересень — 31\25° 

• жовтень — 33\25° 

• листопада — 34\24° 

• грудень — 32\23°
Опади (мм) 

• січень — 10 

• лютого — 5 

• березень — 10 

• квітень — 60 

• травень — 550 

• червень — 950 

• липень — 1200 

• серпень — 1150 

• вересень — 700 

• жовтень — 200 

• листопада — 20 

• грудня — 5

## У культурі
Температурна група — тепла.

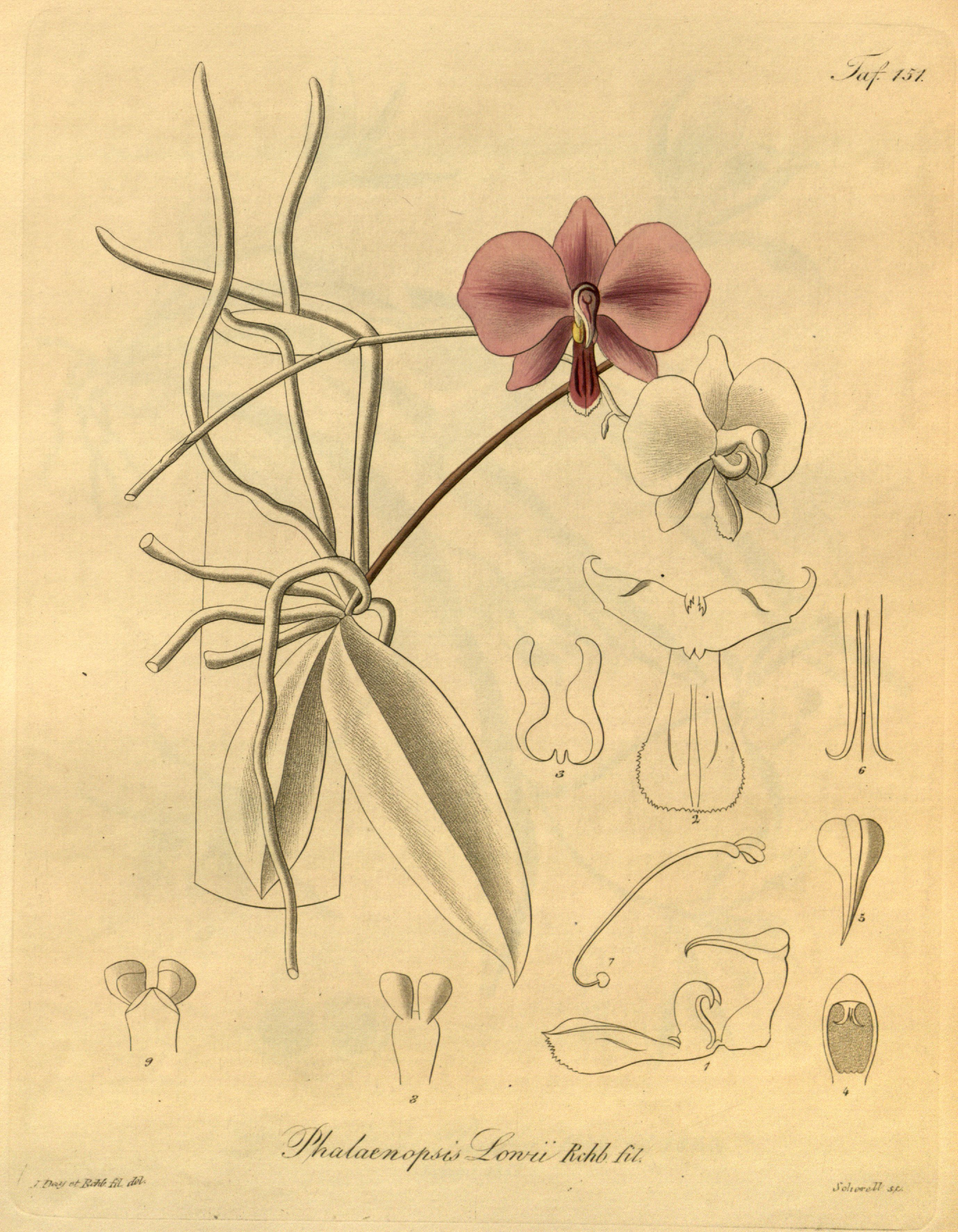
З книги Dr. Heinrich Gustav Reichenbach Fil. «Xenia Orchidacea» 1874 р.

Вимоги до світло у: 1000–1500 FC, 10760-16140 lx.
Потребує постійно високою відносної вологості повітря і істотному перепаді денних і нічних температур (в 10-13 °C). При надлишку світла листя червоніють. Перепаду бажано досягати за рахунок дуже високої денної температури. Субстрат повинен бути завжди злегка вологим. Надлишок води викликає бактеріальні та грибкові захворювання.
Сезон цвітіння: липень — жовтень. Бажаний зимовий двомісячний період спокою, коли рослини поливають набагато рідше. Квітки тримаються менше місяця, слабо ароматні.